# Цыбульский, Степан Осипович
Степан Осипович Цыбульский (1858 — после 1933) — русский филолог.

## Биография
Родился в 1858 году. Окончил Немировскую гимназию с серебряной медалью (1879) и Варшавский университет (1883). Преподавал в 4-й Варшавской гимназии. В 1887 году был командирован в Грецию для изучения надписей и топографии Афин; результатом этого путешествия стали работы «Военное дело у древних греков» (1889), «Древний город Афины и его гавани» (1890), «Греческий театр» (1891) и монография «Французский археологический институт в Афинах» (1891).
С 1890 по 1903 годы был преподавателем древних языков Царскосельской гимназии, выпускник которой (Александр Оцуп) писал:

Синий жилет, округлое брюшко, и посередине бегут маленькие, округлые пуговицы. Широкие полы сюртука болтаются. Лицо с круглыми, надувшимися и почему-то детскими щеками, и какая-то девственная, ни разу не бритая борода…

Голос у Степана тонкий, какой-то фальцет. Это странно при его брюшке, при длинном форменном сюртуке с золочеными пуговицами, при свежей мягкой бороде клинышком, оставляющей свободными юные, иногда почему-то румяные щеки…

Цыбульский зарекомендовал себя убежденным сторонником «историко-культурного» метода изучения древних языков, при котором введению в античную цивилизацию придается гораздо большее значение, нежели грамматической «тренировке ума»

С 1903 года преподавал латынь и греческий язык в 3-й Санкт-Петербургской гимназии, кроме того заведовал гимназией при католической церкви Св. Екатерины. В это время, в 1906 году, он издал сочинение «Организация средней школы в Западной Европе» (СПб.: Сенатск. тип., 1906. — 181 с.).
В 1907 году С. О. Цыбульский возглавил комиссию по реформированию школы, которая в 1915 году предложила программу, основные положения которой позже вошли в «Основные положения о единой трудовой школе», принятые в октябре 1918 года Наркомпросом. Им были напечатаны: «Заграничные впечатления : Некоторые учебные заведения в Германии» (Санкт-Петербург : Сенат. тип., 1911. — 30 с.) и  «Три школьных вопроса» (Петроград : тип. В. Д. Смирнова, 1917. — 38 с.).
Цыбульский был инициатором первого (и единственного) всероссийского съезда преподавателей древних языков (1911). Летом этого же года был в заграничной командировке, результаты которой описал в сочинении «Заграничные впечатления: Некоторые учебные заведения в Германии».
После революции вернулся в Польшу, где какое-то время был товарищем министра народного просвещения.
Широкую известность получили, изданные им, с участием других учёных, «Таблицы для наглядного преподавания греческих и римских древностей», с объяснительными текстами (переведены на немецкий, французский и итальянский языки). Он также автор многих других работ, в их числе: издания «Антигоны» Софокла («Антигона Софокла. Лирические партии трагедии с метрическими делениями, музыкой и иллюстрациями, с приложением указаний для постановки трагедии на сцене» — 1892) и «Илиады» Гомера (третья песнь — текст и комментарий). В своих работах Цыбульский постоянно поднимал вопросы преподавания древних языков и литературы, истории мирового и отечественного искусства, пения и музыки в гимназиях, проблемы современной ему педагогики.
Цыбульский вместе с А. И. Малеиным был издателем и редактором журнала «Гермес. Научно-популярный вестник античного мира».
Умер после 1933 года.